# Encapsulated PostScript
EPS, acrônimo de Encapsulated PostScript é um formato digital para imagens. 
Desenvolvido pela Adobe, o PostScript é uma linguagem de descrição de páginas. Ao invés de definir píxeis, o PostScript é composto por um conjunto de comandos que são interpretados por um dispositivo de saída (impressoras, por exemplo). Ele pode ser usado para armazenar gráficos (i.e., vetores), imagens raster (bitmap) ou ambos. Por não conter uma representação direta de píxeis, um arquivo EPS não pode ser lido por programas de manipulação de imagens (embora possa ser lido por programas de editoração), mas apenas criado por eles para gerar saídas. O PostScript é capaz de manipular texto e desenhos de maneira eficiente e com qualidade superior ao bitmap, mas não é capaz de armazenar imagens fotográficas, de modo que elas devem ser representadas como bitmaps.
Ao contrário de outros formatos, um arquivo PostScript só pode ser impresso numa impressora capaz de interpretá-lo. Por outro lado, devido à sua popularidade, ele é muito usado para saídas (impressoras, gravadores de filmes, plotters) e por programas de editoração (Adobe PageMaker, Quark, etc). O EPS pode ser aberto em softwares gráficos e de desenho, como Adobe Photoshop, CorelDRAW, Adobe Illustrator, etc. Mas quando são abertos em programas de edição de imagem são transformados em pixels essa ação é chamada de "rasterize". Foi muito usado antigamente, mas hoje aceita-se mais o formato PDF por ser de qualidade superior.